# Saturday Looks Good to Me
Saturday Looks Good to Me es una banda de indie pop experimental formada en 1999. El grupo está encabezado por el cantautor, productor y multinstrumentista Fred Thomas (miembro también de His Name Is Alive, Lovesick y Flashpapr). Thomas es el principal compositor del grupo. En las giras, Thomas va variando las alineaciones con las que se presenta, siempre dentro de un mismo grupo de colaboradores.

## Discografía

### Álbumes
- Saturday Looks Good to Me (Here Forever Always, 18 de mayo de 2000)
- Cruel August Moon (Little Hands, 2001)
- Love Will Find You (Whistletap, 2002)
- All Your Summer Songs (Polyvinyl, 18 de mayo de 2003)
- Every Night (Polyvinyl, 14 de septiembre de 2004)
- Sound on Sound (Redder Records, 2006)
- Fill Up the Room (K Records, 2007)

### Producciones menores
- Cassingle Series #3 (Sanitary Records, abril de 2006)
- The Girl Is Distracted, 7"
- Green Mansions (EP edición limitada)
- Money in the Afterlife b/w All the Sidewalk Birds, 7" (Ernest Jenning Record Co.) - 20 de febrero de 2007)
- Cold Colors EP (Polyvinyl - 24 de julio de 2007)

- Datos: Q2226363